# Coppa Italia 2005-2006 (calcio femminile)
L'edizione 2005-2006 fu la trentaquattresima della storia della Coppa Italia di calcio femminile.
Il trofeo fu vinto dal Bardolino Verona, il primo della sua storia sportiva, che sconfisse nella finale del 23 maggio 2008 l'Aircargo Agliana con il risultato di 4-1 allo Stadio Parco Longhi Bovetto di Reggio Calabria.

## Squadre partecipanti
Al torneo hanno partecipato le 12 squadre di Serie A, le 24 squadre di Serie A2 e 3 squadre di Serie B.

### Serie A
- Agliana
- Atalanta
- Atletico Oristano
- Bardolino Verona
- Fiamma Monza
- ACF Milan

- M. Matese Bojano
- Reggiana
- Tavagnacco
- Torino
- Torres
- Vigor Senigallia

### Serie A2
Girone A
- A.D. Decimum Lazio
- Alessandria
- Brescia
- Como 2000
- Matuziana Sanremo
- Olbia
- Porto Mantovano
- Riozzese
- Sampierdarenese Serra Riccò
- Sezze
- Tradate Abbiate
- Villaputzu

Girone B
- Chiasiellis
- Firenze
- Girls Roseto
- Gravina
- Perugia Grifo
- Latte Puccio Palermo
- Ludos Palermo
- Rivignano
- Romagna
- Trento
- Upea Orlandia 97
- VeneziaJesolo

### Serie B
- Fabriano
- Marsala
- Torregrotta

## Primo turno

### Girone 1
| Pos. | Squadra           | Pt | G | V | N | P | GF | GS | DR  |
| ---- | ----------------- | -- | - | - | - | - | -- | -- | --- |
| 1.   | Torres            | 15 | 6 | 5 | 0 | 1 | 23 | 5  | +18 |
| 2.   | Olbia             | 15 | 6 | 5 | 0 | 1 | 19 | 9  | +10 |
| 3.   | Villaputzu        | 6  | 6 | 2 | 0 | 4 | 11 | 17 | -6  |
| 4.   | Atletico Oristano | 0  | 6 | 0 | 0 | 6 | 3  | 25 | -22 |

| 4 settembre 2005  | Atletico Oristano | 0 - 3        | Villaputzu        |  |
| 11 settembre 2005 | Villaputzu        | 1 - 5        | Torres            |  |
| 11 settembre 2005 | Olbia             | 5 - 3        | Atletico Oristano |  |
| 17 settembre 2005 | Torres            | 3 - 0 a tav. | Atletico Oristano |  |
| 18 settembre 2005 | Olbia             | 2 - 0        | Villaputzu        |  |
| 1º ottobre 2005   | Olbia             | 0 - 3        | Torres            |  |
| 2 ottobre 2005    | Villaputzu        | 5 - 0        | Atletico Oristano |  |
| 7 gennaio 2006    | Torres            | 2 - 3        | Olbia             |  |
| 14 gennaio 2006   | Torres            | 4 - 1        | Villaputzu        |  |
| 14 gennaio 2006   | Atletico Oristano | 0 - 3        | Olbia             |  |
| 21 gennaio 2006   | Atletico Oristano | 0 - 6        | Torres            |  |
| 22 gennaio 2006   | Villaputzu        | 1 - 6        | Olbia             |  |

### Girone 2
| Pos. | Squadra                     | Pt | G | V | N | P | GF | GS | DR  |
| ---- | --------------------------- | -- | - | - | - | - | -- | -- | --- |
| 1.   | Torino                      | 16 | 6 | 5 | 1 | 0 | 30 | 5  | +25 |
| 2.   | Alessandria                 | 7  | 6 | 2 | 1 | 3 | 7  | 14 | -7  |
| 3.   | Matuziana Sanremo           | 6  | 6 | 1 | 3 | 2 | 7  | 11 | -4  |
| 4.   | Sampierdarenese Serra Riccò | 4  | 6 | 1 | 1 | 4 | 6  | 20 | -14 |

| 4 settembre 2005  | Alessandria                 | 5 - 0 | Sampierdarenese Serra Riccò |  |
| 11 settembre 2005 | Sampierdarenese Serra Riccò | 1 - 4 | Torino                      |  |
| 11 settembre 2005 | Matuziana Sanremo           | 0 - 1 | Alessandria                 |  |
| 17 settembre 2005 | Torino                      | 6 - 0 | Alessandria                 |  |
| 17 settembre 2005 | Matuziana Sanremo           | 2 - 2 | Sampierdarenese Serra Riccò |  |
| 25 settembre 2005 | Torino                      | 6 - 1 | Matuziana Sanremo           |  |
| 2 ottobre 2005    | Sampierdarenese Serra Riccò | 3 - 0 | Alessandria                 |  |
| 7 gennaio 2006    | Matuziana Sanremo           | 2 - 2 | Torino                      |  |
| 14 gennaio 2006   | Torino                      | 7 - 0 | Sampierdarenese Serra Riccò |  |
| 15 gennaio 2006   | Alessandria                 | 0 - 0 | Matuziana Sanremo           |  |
| 22 gennaio 2006   | Alessandria                 | 1 - 5 | Torino                      |  |
| 22 gennaio 2006   | Sampierdarenese Serra Riccò | 0 - 2 | Matuziana Sanremo           |  |

### Girone 3
| Pos. | Squadra       | Pt | G | V | N | P | GF | GS | DR  |
| ---- | ------------- | -- | - | - | - | - | -- | -- | --- |
| 1.   | Tavagnacco    | 16 | 6 | 5 | 1 | 0 | 14 | 4  | +10 |
| 2.   | VeneziaJesolo | 8  | 6 | 2 | 2 | 2 | 10 | 8  | +2  |
| 3.   | Chiasiellis   | 5  | 6 | 1 | 2 | 3 | 2  | 7  | -5  |
| 4.   | Rivignano     | 4  | 6 | 1 | 1 | 4 | 6  | 13 | -7  |

| 3 settembre 2005  | Tavagnacco    | 3 - 2 | VeneziaJesolo |  |
| 4 settembre 2005  | Chiasiellis   | 0 - 0 | Rivignano     |  |
| 11 settembre 2005 | Rivignano     | 0 - 5 | Tavagnacco    |  |
| 11 settembre 2005 | VeneziaJesolo | 1 - 1 | Chiasiellis   |  |
| 18 settembre 2005 | Chiasiellis   | 0 - 1 | Tavagnacco    |  |
| 18 settembre 2005 | Rivignano     | 1 - 3 | VeneziaJesolo |  |
| 1º ottobre 2005   | Rivignano     | 3 - 0 | Chiasiellis   |  |
| 2 ottobre 2005    | VeneziaJesolo | 1 - 1 | Tavagnacco    |  |
| 14 gennaio 2006   | Tavagnacco    | 2 - 1 | Rivignano     |  |
| 15 gennaio 2006   | Chiasiellis   | 1 - 0 | VeneziaJesolo |  |
| 21 gennaio 2006   | Tavagnacco    | 2 - 0 | Chiasiellis   |  |
| 22 gennaio 2006   | VeneziaJesolo | 3 - 1 | Rivignano     |  |

### Girone 4
| Pos. | Squadra          | Pt | G | V | N | P | GF | GS | DR  |
| ---- | ---------------- | -- | - | - | - | - | -- | -- | --- |
| 1.   | Bardolino Verona | 10 | 4 | 3 | 1 | 0 | 18 | 3  | +15 |
| 2.   | Atalanta         | 10 | 4 | 3 | 1 | 0 | 14 | 4  | +10 |
| 3.   | Porto Mantovano  | 6  | 4 | 2 | 0 | 2 | 10 | 12 | -2  |
| 4.   | Trento           | 3  | 4 | 1 | 0 | 3 | 5  | 22 | -17 |
| 5.   | Brescia          | 0  | 4 | 0 | 0 | 4 | 4  | 10 | -6  |

| 4 settembre 2005  | Trento           | 2 - 5 | Porto Mantovano  |  |
| 4 settembre 2005  | Brescia          | 1 - 2 | Atalanta         |  |
| 11 settembre 2005 | Brescia          | 1 - 2 | Trento           |  |
| 11 settembre 2005 | Bardolino Verona | 0 - 0 | Atalanta         |  |
| 18 settembre 2005 | Porto Mantovano  | 2 - 0 | Brescia          |  |
| 18 settembre 2005 | Trento           | 0 - 9 | Bardolino Verona |  |
| 2 ottobre 2005    | Bardolino Verona | 3 - 2 | Brescia          |  |
| 3 ottobre 2005    | Atalanta         | 5 - 2 | Porto Mantovano  |  |
| 14 gennaio 2006   | Atalanta         | 7 - 1 | Trento           |  |
| 14 gennaio 2006   | Porto Mantovano  | 1 - 5 | Bardolino Verona |  |

### Girone 5
| Pos. | Squadra          | Pt | G | V | N | P | GF | GS | DR  |
| ---- | ---------------- | -- | - | - | - | - | -- | -- | --- |
| 1.   | Agliana          | 12 | 4 | 4 | 0 | 0 | 5  | 0  | +5  |
| 2.   | Firenze          | 7  | 4 | 2 | 1 | 1 | 9  | 4  | +5  |
| 3.   | Vigor Senigallia | 7  | 4 | 2 | 1 | 1 | 4  | 1  | +3  |
| 4.   | Reggiana         | 3  | 4 | 1 | 0 | 3 | 3  | 5  | -2  |
| 5.   | Romagna          | 0  | 4 | 0 | 0 | 4 | 3  | 14 | -11 |

| 3 settembre 2005  | Reggiana         | 3 - 1 | Romagna          |  |
| 3 settembre 2005  | Vigor Senigallia | 0 - 1 | Agliana          |  |
| 10 settembre 2005 | Agliana          | 1 - 0 | Reggiana         |  |
| 11 settembre 2005 | Romagna          | 2 - 7 | Firenze          |  |
| 18 settembre 2005 | Romagna          | 0 - 1 | Agliana          |  |
| 18 settembre 2005 | Firenze          | 0 - 0 | Vigor Senigallia |  |
| 1º ottobre 2005   | Reggiana         | 0 - 1 | Vigor Senigallia |  |
| 15 gennaio 2006   | Firenze          | 2 - 0 | Reggiana         |  |
| 15 gennaio 2006   | Vigor Senigallia | 3 - 0 | Romagna          |  |
| 21 gennaio 2006   | Agliana          | 2 - 0 | Firenze          |  |

### Girone 6
| Pos. | Squadra            | Pt | G | V | N | P | GF | GS | DR  |
| ---- | ------------------ | -- | - | - | - | - | -- | -- | --- |
| 1.   | M. Matese Bojano   | 13 | 5 | 4 | 1 | 0 | 20 | 3  | +17 |
| 2.   | * Perugia Grifo    | 12 | 5 | 4 | 0 | 1 | 20 | 5  | +15 |
| 3.   | A.D. Decimum Lazio | 10 | 5 | 3 | 1 | 1 | 27 | 10 | +17 |
| 4.   | Sezze              | 6  | 5 | 2 | 0 | 3 | 13 | 22 | -9  |
| 5.   | Girls Roseto       | 1  | 5 | 0 | 1 | 4 | 7  | 26 | -19 |
| 6.   | Fabriano           | 1  | 5 | 0 | 1 | 4 | 6  | 27 | -21 |

| 3 settembre 2005  | Monti del Matese Bojano | 4 - 0  | Fabriano                |  |
| 4 settembre 2005  | Girls Roseto            | 0 - 6  | Perugia Grifo           |  |
| 4 settembre 2005  | Sezze                   | 2 - 5  | Lazio                   |  |
| 11 settembre 2005 | Sezze                   | 4 - 2  | Girls Roseto            |  |
| 11 settembre 2005 | Fabriano                | 2 - 10 | Lazio                   |  |
| 11 settembre 2005 | Perugia Grifo           | 0 - 1  | Monti del Matese Bojano |  |
| 18 settembre 2005 | Girls Roseto            | 3 - 3  | Fabriano                |  |
| 18 settembre 2005 | Perugia Grifo           | 7 - 1  | Sezze                   |  |
| 18 settembre 2005 | Lazio                   | 2 - 2  | Monti del Matese Bojano |  |
| 1º ottobre 2005   | Monti del Matese Bojano | 8 - 0  | Sezze                   |  |
| 2 ottobre 2005    | Fabriano                | 1 - 4  | Perugia Grifo           |  |
| 8 gennaio 2006    | Lazio                   | 8 - 1  | Girls Roseto            |  |
| 15 gennaio 2006   | Girls Roseto            | 1 - 5  | Monti del Matese Bojano |  |
| 15 gennaio 2006   | Perugia Grifo           | 3 - 2  | Lazio                   |  |
| 15 gennaio 2006   | Sezze                   | 6 - 0  | Fabriano                |  |

### Girone 7
| Pos. | Squadra         | Pt | G | V | N | P | GF | GS | DR  |
| ---- | --------------- | -- | - | - | - | - | -- | -- | --- |
| 1.   | ACF Milan       | 10 | 4 | 3 | 1 | 0 | 7  | 1  | +6  |
| 2.   | Fiamma Monza    | 9  | 4 | 3 | 0 | 1 | 16 | 3  | +13 |
| 3.   | Riozzese        | 7  | 4 | 2 | 1 | 1 | 5  | 4  | +1  |
| 4.   | Tradate Abbiate | 3  | 4 | 1 | 0 | 3 | 1  | 13 | -12 |
| 5.   | Como 2000       | 0  | 4 | 0 | 0 | 4 | 3  | 11 | -8  |

| 4 settembre 2005  | Milan           | 3 - 1 | Como 2000       |  |
| 4 settembre 2005  | Riozzese        | 1 - 0 | Tradate Abbiate |  |
| 10 settembre 2005 | Milan           | 0 - 0 | Riozzese        |  |
| 11 settembre 2005 | Como 2000       | 1 - 4 | Fiammamonza     |  |
| 17 settembre 2005 | Fiammamonza     | 9 - 0 | Tradate Abbiate |  |
| 18 settembre 2005 | Como 2000       | 1 - 3 | Riozzese        |  |
| 2 ottobre 2005    | Riozzese        | 1 - 3 | Fiammamonza     |  |
| 2 ottobre 2005    | Tradate Abbiate | 0 - 3 | Milan           |  |
| 14 gennaio 2006   | Fiammamonza     | 0 - 1 | Milan           |  |
| 15 gennaio 2006   | Tradate Abbiate | 1 - 0 | Como 2000       |  |

### Girone 8
| Pos. | Squadra              | Pt | G | V | N | P | GF | GS | DR  |
| ---- | -------------------- | -- | - | - | - | - | -- | -- | --- |
| 1.   | Upea Orlandia 97     | 15 | 5 | 5 | 0 | 0 | 27 | 7  | +20 |
| 2.   | Ludos Palermo        | 10 | 5 | 3 | 1 | 1 | 16 | 5  | +11 |
| 3.   | Latte Puccio Palermo | 8  | 5 | 2 | 2 | 1 | 9  | 9  | 0   |
| 4.   | Gravina              | 7  | 5 | 2 | 1 | 2 | 18 | 15 | +3  |
| 5.   | Marsala              | 3  | 5 | 1 | 0 | 4 | 7  | 24 | -17 |
| 6.   | Torregrotta          | 0  | 5 | 0 | 0 | 5 | 7  | 24 | -17 |

| 4 settembre 2005  | Torregrotta          | 1 - 3 | Marsala              |  |
| 4 settembre 2005  | Upea Orlandia 97     | 6 - 2 | Gravina Catania      |  |
| 4 settembre 2005  | Latte Puccio Palermo | 1 - 1 | Ludos Palermo        |  |
| 11 settembre 2005 | Upea Orlandia 97     | 8 - 2 | Torregrotta          |  |
| 11 settembre 2005 | Ludos Palermo        | 4 - 0 | Gravina Catania      |  |
| 11 settembre 2005 | Marsala              | 1 - 3 | Latte Puccio Palermo |  |
| 18 settembre 2005 | Torregrotta          | 1 - 4 | Ludos Palermo        |  |
| 18 settembre 2005 | Marsala              | 1 - 7 | Upea Orlandia 97     |  |
| 18 settembre 2005 | Gravina Catania      | 2 - 2 | Latte Puccio Palermo |  |
| 1º ottobre 2005   | Latte Puccio Palermo | 0 - 3 | Upea Orlandia 97     |  |
| 2 ottobre 2005    | Gravina Catania      | 6 - 1 | Torregrotta          |  |
| 2 ottobre 2005    | Ludos Palermo        | 5 - 0 | Marsala              |  |
| 15 gennaio 2006   | Torregrotta          | 2 - 3 | Latte Puccio Palermo |  |
| 15 gennaio 2006   | Marsala              | 2 - 8 | Gravina Catania      |  |
| 15 gennaio 2006   | Upea Orlandia 97     | 3 - 2 | Ludos Palermo        |  |

## Quarti di finale
I quarti di finale si sono giocati in gara unica il 25 febbraio 2006.
| Squadra 1               | Risultato | Squadra 2        |
| ----------------------- | --------- | ---------------- |
| Torres                  | 1 - 3     | Torino           |
| Agliana                 | 1 - 0     | Milan            |
| Tavagnacco              | 3 - 1     | Upea Orlandia 97 |
| Monti del Matese Bojano | 2 - 4     | Bardolino Verona |

## Semifinali
Le semifinali si sono giocati in gara unica il 23 maggio 2006.
| Squadra 1        | Risultato | Squadra 2  |
| ---------------- | --------- | ---------- |
| Bardolino Verona | 3 - 2     | Torino     |
| Agliana          | 3 - 1     | Tavagnacco |

## Finale
| Reggio Calabria 25 maggio 2006, ore 21:00 CEST Finale                                         | Bardolino | 4 – 1 referto | Agliana | Stadio Parco Longhi Bovetto |
| \| \| \| \| \| Brumana 10’ Camporese 46’ Gabbiadini 60’, 75’ \| Marcatori \| 53’ Ciardelli \| |           |               |         |                             |
|                                                                                               |           |               |         |                             |
| Brumana 10’ Camporese 46’ Gabbiadini 60’, 75’                                                 | Marcatori | 53’ Ciardelli |         |                             |